# أوليفر باين بيرسون
أوليفر باين بيرسون (بالإنجليزية: Oliver Payne Pearson)‏ هو عالم ثدييات ‏ أمريكي، ولد في 21 أكتوبر 1915 في فيلادلفيا في الولايات المتحدة، وتوفي في 4 مارس 2003 في أوريندا في الولايات المتحدة.